# Йован Шевич (отряд)
Славянский четнический отряд «Йован Шевич» (серб. Словенски четнички одред «Јован Шевић»; вначале назывался Сербский четнический отряд «Йован Шевич», серб. Српски четнички одред «Јован Шевић») — сербско-русский добровольческий отряд, принимавший участие в войне на стороне самопровозглашённых ДНР и ЛНР в 2014 году и состоявший из современных четников. Возглавлялся Братиславом Живковичем.
Отряд был назван по имени командира сербского гусарского полка Йована (Ивана) Шевича, который в 1751 году принял русское подданство и стал основателем автономной области Славяносербия, располагавшейся на части территории современных ДНР и ЛНР.

## История
В марте 2014 года группа из пяти сербских четников во главе с Братиславом Живковичем прибыла в Крым, а затем участвовала в обеспечении безопасности во время проведения референдума о статусе Крыма. Группа называла себя отрядом «Князь Лазарь».
После Крыма четники несколько дней провели в Москве, где «встречались с русскими друзьями», затем вернулись в Белград. По словам Живковича: «Куда бы мы ни пошли, нас встречали отлично. И в Севастополе, и в Москве люди нас узнавали, многие просили сфотографироваться с ними».
30 июня 2014 года, после завершения курса подготовки, сербские четники присоединились к боевым действиям в Донецкой области на стороне сепаратистов. Тогда отряд насчитывал десять бойцов, которые принимали участие в защите конвоев с гуманитарной помощью из России в Донецк.
17 июля отряд «Йован Шевич» вырос до 35 добровольцев. Кроме сербов в отряде присутствовали добровольцы из России и других стран.
По словам заместителя президента сербского четнического движения Зорана Андрейича, его товарищи в середине июля вылетели в Москву, чтобы доставить оттуда гуманитарную помощь в Луганск. «На границе с Украиной наши люди получили оружие для защиты колонны. Однако в аэропорту Луганска вся колонна попала под артобстрел, трое моих товарищей были ранены». Именно тогда, по его словам, сербские четники и решили встать на сторону боевых формирований самопровозглашённых республик.
В некоторых изданиях сообщалось, что вечером 21 июля на восток Украины прибыло пополнение из 205 сербских добровольцев. При этом Братиславу Живковичу были приписаны слова: «Прибывает всё больше и больше добровольцев из славянских стран, чему я очень рад, поскольку благодаря этому сербы и хорваты сплочаются вновь, мы — сербы как никто понимаем всю важность и значимость славянского братства, тем более нам выпал шанс воевать бок о бок с русскими». Сам Живкович опроверг эту информацию на сайте своего движения, повторив, что отряд насчитывает 36 бойцов — сербов и русских. Немного позднее МИД Хорватии официально подтвердило участие хорватов в войне на стороне Украины.
27 июля в социальных сетях и украинских СМИ сообщалось, что во время военной операции украинской армии в Дебальцево Донецкой области был задержан Братислав Живкович, командир сербского отряда «Йован Шевич». 29 июля Живкович лично опроверг эту информацию.
12 августа, по сообщению пресс-службы боевых формирований, отряд уничтожил два танка ВСУ, одно горное орудие, а также одно самоходное артиллерийское орудие вместе с экипажами.
Согласно заявлению премьер-министра Сербии Александра Вучича, воюющие на востоке Украины сербы — «на 99 % боевики-наёмники», получающие от 2100 до 6500 долларов за бой.
В октябре 2014 года бойцы отряда вернулись в Сербию.
23 августа 2018 года Братислав Живкович был задержан сербской полицией в Крагуеваце по подозрению в организации участия граждан Сербии в войне на территории другой страны.